# Mose Alschech
Mosche Alschech (geboren um 1508 in Adrianopel; gestorben 1600 in Safed), auch „Alschech Hakadosch“ (der heilige Alschech) genannt, war ein jüdischer Gelehrter, Rabbiner, Darschan (hebräisch „Prediger“), Posek und bedeutender Bibelkommentator des 16. Jahrhunderts.
Er war Schüler von Rabbiner Josef Karo und Lehrer im Talmud und Halacha von Rabbiner Chaim Vital.

## Werke
- "Torat Mosche" - sein Kommentar auf 5 Bücher Mose (Chumasch)

- "Masat Mosche" - Kommentar auf Buch Ester

- Responsen "Scheilot Utschuwot Maharam Alschech"